# Paulo Costanzo
Paulo Costanzo (Brampton, Ontario; 21 de septiembre de 1978) es un actor canadiense de ascendencia italiana por parte de su padre, que es quizás más conocido por sus papeles en la comedia Road Trip (2000) y la sitcom Joey (2004-2006).

## Biografía
Su madre es una cantante y compositora. Además de las distintas producciones de televisión, Costanzo también ha realizado en el escenario en producciones canadienses de coco y el buen Doctor. 
Costanzo actualmente vive en Los Ángeles. 
En sus años de escuela elemental, tanto de las piernas de Costanzo se rompieron cuando él estuvo involucrado en un accidente de coche. Paulo mantiene las grapas de este incidente durante años después, en un frasco en su cuarto. 
Para la escuela secundaria, Paulo asistió a la Escuela Secundaria Balmoral, antes de la transferencia de Mayfield a la escuela secundaria, la escuela local de las artes. En la escuela secundaria, Costanzo, una estrella como Tony en su escuela secundaria de la producción de West Side Story. Además, su puesto en la clase de amigos una parodia, en el que jugó Ross. Costanzo, más tarde comentó a El Toronto Sun que, "Tuve un resfriado por lo que me sonaba más como una anciana judía de Ross".

## Carrera
Costanzo no comenzó su etapa en la carrera Telefilms, al igual que muchos actores. Actuó en El Don del Analista de jóvenes como Vito, como Arthur en mi cita con el Presidente de la Hija, y Yaakov / Gaston en la "Marie Taquet" segmento de los rescatadores: Historias de Coraje: Dos parejas. 
En 1998, Costanzo, anotó su primer papel verdaderamente importante en la serie de TV Animorphs, como el extranjero Aximili-Esgarrouth-Isthill. 
Su carrera cinematográfica comenzó en 2000, cuando interpretó a Rubin Carver en la película de DreamWorks viaje por carretera. Al parecer, había algunos en conjunto con los conflictos director Todd Phillips. A partir de ahí, que desempeñó Alexander Cabot III, la luz cerebro amigo gerente de la ficticia banda de pop-rock Josie y las Pussycats, en la película Josie and the Pussycats
Más funciones seguido, incluyendo Troy gitana en 83, como Ryan, frente a Josh Hartnett en 40 Días y 40 Noches de Miramax, y como Stu, frente a Alicia Silverstone y Woody Harrelson en el proyecto independiente chamuscada. 
En 2003, Costanzo como Laurie protagonizó en la comedia canadiense de cine Un problema con el miedo, o la ansiedad Laurie Frente a la escalera mecánica. 
Él no está relacionada con el actor Robert Costanzo, a pesar de que el actor haya tenido un papel ocasional como Joey Tribbiani del padre (y, por tanto, Michael Tribbiani del abuelo), en tanto amigos y Joey.

## Filmografía
| Año       | Título                                    | Papel                      | Notas                         |
| --------- | ----------------------------------------- | -------------------------- | ----------------------------- |
| 1997      | Ready or Not                              | Tom DeCarlo                | Episodio: "Second Generation" |
| 1997      | The Don's Analyst                         | joven Vito                 |                               |
| 1998      | My Date with the President's Daughter     | Arthur                     |                               |
| 1998      | Rescuers: Stories of Courage: Two Couples | Yaakov/Gaston              | Marie Taque segmento          |
| 1998–1999 | Animorphs                                 | Aximili-Esgarrouth-Isthill | 19 episodios                  |
| 1999      | Seasons of Love                           | Rol desconocido            |                               |
| 1999      | Psi Factor: Chronicles of the Paranormal  | Tony D'Angelo              | Episodio: "Nocturnal Cabal"   |
| 2000      | Road Trip                                 | Rubin Carver               |                               |
| 2001      | Josie and the Pussycats                   | Alexander Cabot            |                               |
| 2001      | Gypsy 83                                  | Troy                       |                               |
| 2002      | 40 Days and 40 Nights                     | Ryan                       |                               |
| 2003      | Scorched                                  | Stuart 'Stu' Stein         |                               |
| 2003      | A Problem with Fear                       | Laurie                     |                               |
| 2004      | The Tao of Pong                           | Hank                       | Además productor              |
| 2005      | 50 Cent: Bulletproof                      | Matt, the Morgue Attendant | Videojuego; Voz               |
| 2006      | Dr. Dolittle 3                            | Cogburn the Rooster        | Voz                           |
| 2006      | Puff, Puff, Pass                          | Tenant #1                  |                               |
| 2004–2006 | Joey                                      | Michael Tribbiani          | Papel principal               |
| 2006      | Everything's Gone Green                   | Ryan                       |                               |
| 2007      | The Day the Dead Weren't Dead             | oficial Sandbrooks         |                               |
| 2008      | The More Things Change..                  | Nesby Phelps               |                               |
| 2008      | Splinter                                  | Seth Belzer                |                               |
| 2009–2016 | Royal Pains                               | Evan R. Lawson             | Papel principal               |
| 2010      | A beginner's guide to endings             | Jacob 'Cob' White          |                               |
| 2013      | How to Be a Man                           | Gary                       |                               |
| 2014      | Criminal Minds                            | Shane Wyeth                | Episodio: The Black Queen     |
| 2015      | The Expanse                               | Shed Garvy                 | temporada 1                   |
| 2016      | The Night Of                              | Ray Halle, CPA             | temporada 1                   |
| 2017      | Designated Survivor                       | Lyor Boone                 | Temporada 2                   |
| 2019      | FBI                                       | Spencer Briggs             | Rol de invitado (temporada 1) |
| 2022      | Upload                                    | Matteo                     | Rol recurrente (temporada 2)  |